# Прапор Республіки Сербської
Прапор Республіки Сербської заснований на червоно-синьо-білому сербському триколорі, порядок кольору смуг обернений до порядку кольорів смуг на прапорі Росії.
Республіка Сербська є частиною Боснії і Герцеговини, у якої є свій власний прапор.

## Галерея

Штандарт Президента
Штандарт Президента (1995-2007)
Штандарт Прем'єр-міністра (1995-2007)
Штандарт голови парламенту (1995-2007)

## Варіанти
Незважаючи на те, що Конституційний суд Боснії та Герцеговини оголосив герб Республіки Сербської неконституційним, стверджуючи, та те, що він не представляє несербське населення, прапору Республіки Сербської дозволили залишитися незмінним. Комбінація кольорів являє собою національний прапор сербів, але самі кольори можуть асоціюватися не тільки з сербами, а зі слов'янами взагалі.

Неофіційний прапор. Сербський хрест використовують серби в Боснії і Герцеговині та Сербська православна церква